# Kaspar Gemehl
Kaspar Johann Gemehl (* 31. Januar 1788 in Bruchsal; † 4. Juni 1834 ebenda; katholisch) war ein seit 1807 im badischen Staatsdienst stehender Jurist.

## Familie
Kaspar Gemehl war der Sohn von Georg Gemehl, Oberamtmann in Bruchsal, und der Maria Apollonia geborene Sommer. Er heiratete am 15. April 1816 in Mingolsheim Margarethe geborene Zangrandi (* 22. Januar 1799; † 17. März 1866), Tochter des Bruchsaler Kaufmanns Johann Baptist Zangrandi und der Maria Elisabeth geborene Siegel. Aus dieser Ehe entstammen drei Kinder: Franz Victor Eugen (* 14. Dezember 1816; † 17. September 1817), Maria Apollonia Mathilde (* 24. Oktober 1818) und Franz Berthold (* 24. Oktober 1832).

## Laufbahn
Nach dem Studium der Rechtswissenschaften an der Universität Heidelberg, das er 1806 abschloss, bestand er 1807 die Prüfung beim Hofgericht Mannheim und wurde als Rechtskandidat beim Justiz-Departement aufgenommen. Im Oktober 1807 wurde er Oberhofgerichtsadvokat und Oberhofgerichtsprokurator in Bruchsal und wegen seiner Augenschwäche zum 19. Januar 1813 als Amtsassessor beim zweiten Landamt Bruchsal beschäftigt, wo er zum 23. Januar 1819 zum Amtmann befördert wurde. Dort wurde er auch zum 18. April 1822 provisorischen Leiter und zum 1. August 1823 zum Oberamtmann befördert. Schließlich wurde er am 1. November 1832 wegen seiner Augenschwäche pensioniert.

## Auszeichnungen
- 1832 Ritterkreuz des Zähringer Löwen-Ordens